# 吳旭文
吳旭文（1963年12月15日—），華人流行音樂家，90年代華語樂壇中代表性的音樂創作人與音樂製作人。創作內容橫跨國語、粵語、閩南語，發表過的詞曲作品數量超過560首。
合作過的歌手與藝人包括劉德華、張學友、陳奕迅、郭富城、黎明、王力宏、趙傳、ASOS、齊秦、李玟、李小璐、范冰冰、李冰冰、唐娜、彭佳慧、張清芳、梁詠琪、林曉培、龐龍、高明駿、田震、沙寶亮、汪東城等。受唱片公司或經紀團體委託，長期訓練新人時期的陳奕迅、大小Ｓ、彭佳慧、汪東城、阿弟仔、郭文賢等。
近年於台灣與北京兩地發展影視配樂。2011年擔任金穗獎輔導金電影短片與57屆亞太影展台灣代表電影短片搖滾搖籃曲音樂總監。2014年擔任高雄電影節開幕片愛琳娜Elena配樂統籌與配樂製作。

## 生平
- 1979年與高中同學組建青年樂團。
- 1984年以半工半讀獨立創作方式發表青年樂團專輯。
- 1989年役畢後，經劉天健介紹後加入齊秦虹音樂工作室，成為預備歌手兼唱片製作助理。
- 1991年在陳小霞鼓勵下，離開EMI唱片公司，成為專職詞曲創作人。
- 1992至1998年密集發表歌曲近500首，歌詞近330首。[來源請求]
- 三十五歲時因厭倦同樣重覆的工作與生活循環，1999年起旅居巴黎，近8個月。
- 2001年婚後，舉家旅居北京，全心投入家庭與教育孩子的生活。
- 2010年，決定帶孩子回台接受國小教育，吳旭文開始嘗試各類影像配樂，其間並受邀參加詞曲教學與歌手培訓計劃，並在台灣各大學與私人公家企業教學演講。[5]
- 2011年9月，重新投入影視配樂、藝人培訓、經紀事業。[6]

## 青年樂團時期
吳旭文擔任青年樂團之主唱，並於1986年發行專輯《青年》。因為內容對於當時民風保守的台灣來說過於敏感，十首歌曲有九首被禁播。後來於2004由滾石唱片重新發行。

## 外部連結
- 寫歌的吳旭文的新浪微博
- 江亦帆數位音樂中心
- MPA Taipei 的 Sony 資料（页面存档备份，存于）